# ضربان قلب (مجموعه تلویزیونی ۲۰۲۳)
ضربان قلب (کره‌ای: 가슴이 뛴다) یک مجموعه تلویزیونی کره جنوبی سال ۲۰۲۳ با بازی اوک تک-یون و وون جی آن است. این مجموعه از ۲۶ ژوئن ۲۰۲۳، روزهای دوشنبه و سه‌شنبه ساعت ۲۱:۴۵ (کی‌اس‌تی) از کی‌بی‌اس۲ پخش شد. ضربان قلب همچنین برای استریم در آمازون پرایم ویدئو در مناطق منتخب قابل دسترسی است.

## خلاصه داستان
سون وو هیول (اوک تک-یون) که یک خون‌ آشام‌ است  با جو این هه (وون جی آن) آشنا می‌شود‌ و...

## بازیگران

### اصلی
- اوک تک-یون در نقش سون وو هیول[۹]
- وون جی آن در نقش جو این هه
- پارک کانگ هیون در نقش شین دو شیک[۱۰]
- یون سو-هی در نقش نا هه سون / نا هه وون[۱۱][۱۲]